# Seznam pasjih pasem
Pasme psov so skupine tesno sorodnih in vidno podobnih vrst domačih psov, ki so vse podvrste Canis lupus familiaris. Ti psi imajo značilne lastnosti, ki so jih ljudje izbirali in vzdrževali.
Pasem psov je zelo veliko. Razdelimo jih na več skupin: 

## Prvinski psi:
- Basenji
- Cirneco dell´etna
- Dingo
- Novogvinejski dingo
- Faraonski pes
- Ibiški gonič
- Inkovski goli pes
- Kanaanski pes
- Karolinški pes
- Kanarski podenco
- Pritlikavi mehiški goli pes
- Pritlikavi portugalski podengo
- Perujski inka orchid
- Srednji portugalski podengo
- Srednji mehiški goli pes
- toy mehiški goli pes

## Hrti:
- Afganistanski hrt
- Ameriški staghound
- Azavak
- Borzoj
- Deerhound
- Irski volčji hrt
- Lurcher
- Madžarski hrt
- Mali Italijanski hrt
- Rampurski hrt
- Saluki
- Sloughi
- Španski hrt
- Veliki angleški hrt
- Whippet

## Goniči:
- Arteški gonič
- Arieški zajčar
- Arteško normadijski baset
- Angleški rakunar
- Angleški lisičar
- Ameriški lisičar
- Balkanski gonič
- Bavarski barvar
- Bretonski grifon
- Bretonski baset
- Baset
- Bernski gonič
- Beagle
- Beagle zajčar
- Billy
- Bosanski barak
- Drever
- Dunker
- Finski gonič
- Francoski belo črni gonič
- Francoski tribarvni gonič
- Hanovrski barvar
- Haldenski gonič
- Hygenov gonič
- Hamiltonov gonič
- Istrski kratkodlaki gonič
- Istrski resasti gonič
- Italijanski gonič
- Jurski gonič bruno
- Jurski gonič sv. Huberta
- Jugoslovanski tribarvni gonič
- Kerryjski beagle
- Leopardji pes catahoula
- Luzernski gonič
- Mali modri gaskonjski gonič
- Mali gaskonjski grifon
- Modri gaskonjski baset
- Mali vendejski resasti baset
- Mali Angleško Francoski gonič Venerie
- Modropikasti rakunar
- Nizkonogi gonič
- Niverneški grifon
- Porcelanec
- Pes sv. huberta
- Plott
- Poljski gonič
- Potevin
- Posavski gonič
- Rodezijski grebenar
- Rakunar black and tan
- Redbonov rakunar
- Slovaški gonič
- Slovenski alpski gonič
- Srednji vendejski grifon
- Smalandski gonič
- Schillerjev gonič
- Španski gonič
- Štajerski visokogorski resasti gonič
- Švicarski gonič
- Treeing walker
- Transilvanski gonič
- Veliki Angleško Francoski belo črni gonič
- Veliki Angleško Francoski tribarvni gonič
- Veliki modri gaskonjski gonič
- Veliki Gacson saintongeois
- Veliki vendejski grifon
- Veliki vendejski resasti baset
- Vidrar
- Zajčar

## Špici, psi tipa špic in polarni psi
- Aljaški malamut
- Ainu
- Chinook
- Čov čov
- Črni norveški losovec
- Eskimski pes
- Evrazijec
- Finski Laponski pes
- Finski špic
- Grendlandski pes
- Islandski špic
- Jindo
- Japonski špic
- Japonski akita
- Karelijski medvedji pes
- Kai
- Keeshond
- pomeranec
- Lundehund
- Laponski jelenar
- Nemški volčji špic
- Nemški špic
- Norveški buhund
- Nordijski špic
- Papillon
- Phalene
- Rusko evropska lajka
- Sibirski husky
- Samojed
- Sivi norveški losovec
- Švedski laponski pes
- Švedski losovec
- Šikoku
- Šiperke
- Šiba inu
- volpino
- Vzhodnosibirska lajka
- zahodnosibirska lajka

## Terierji
- Airedalski terier
- Irski terier
- Valižanski terier
- Terier kerry blue
- Borderski terier
- Lakelandski terier
- Kratkodlaki foksterier
- Resasti foksterier
- Angleški toy terier
- Manchestrski terier
- Patterdalski terier
- Plummerjev terier
- Nemški lovski terier
- Češki terier
- Kromfohrlandec
- Japonski terier
- Cairnski terier
- Norfolški terier
- Norwiški terier
- Zahodnovišavski beli terier
- Škotski terier
- Skye terier
- Sealyhamski terier
- Terier dandie dinmont
- Jorkširski terier
- Avstralski svilnati terier
- Avstralski terier
- Ameriški staffordshirski terier
- Ameriški pitbulterier
- Ameriški toy terier
- Bostonski terier
- Bruseljski grifon
- Pritlikavi šnavcer
- Terier glenn of imaal
- Mehkodlaki pšenični terier
- Bedlinftonski terier
- Črni ruski terier
- Terier parson jack russell
- Terier jack russell
- Staffordshirski bulterier
- Bulterier
- Pritlikavi bulterier
- Smousgond
- Tibetski terier
- Lucasov terier

## Jazbečarji
- Brak jazbečar
- resasti (pritlikavi) jazbečar
- Kunčar
- Dolgodlaki (standardni) jazbečar

## Prinašalci
- Puli
- Chesapeake bay retriever
- Kodrasti prinašalec
- Labradorec
- Gladkodlaki prinašalec
- Zlati prinašalec
- Novoškotski prinašalec duck tolling

## Šarivci in vodni psi
- Portugalski vodni pes
- Ameriški vodni španjel
- Španski vodni pes
- Irski vodni španjel
- Nizozemski vodni pes
- Barbet
- Pont audemerski šarivec
- Kooikerhondje
- Angleški špringer španjel
- Valižanski špringer španjel
- Poljski španjel
- Susseški španjel
- Clumberški španjel
- Ameriški koker španjel
- Angleški koker španjel
- Bretonski španjel

## Pinči
- Doberman
- Pritlikavi pinč
- Avstrijski pinč
- Opičji pinč
- Nemški pinč

## Ptičarji
- Prepeličar
- Poenter
- Madžarska vizsla
- Mali munsterlandc
- Veliki munsterlandec
- Nizozemski prepeličar
- Stabyhond
- Modri pikardijski ptičar
- Pikardijski ptičar
- Francoski dolgodlaki ptičar
- Nemški ptičarji
- Češki fousek
- Francoski ostrodlaki ptičar
- Weimaranec
- Španski ptičar
- Portugalski ptičar
- kratkodlaki Italijanski ptičar
- ostrodlaki Italijanski ptičar
- Francoski gaskonjski ptičar
- Francoski pirenejski ptičar
- Senžermenski ptičar
- Burboneški ptičar
- starodanski ptičar
- Koder poenter
- Arieški kratkodlaki ptičar
- Slovaški ostrodlaki ptičar

## Setri
- Angleški seter
- Gordon seter
- Irski seter
- Irski rdeče beli seter

## Pastirski in planšarski psi
- Nemški ovčar
- roenendael (belgijski ovčar)
- Laekenois (belgijski ovčar)
- Malinois (Belgijski ovčar)
- Tervueren (Belgijski ovčar)
- Borderski collie
- Dolgodlaki collie
- Kratkodlaki collie
- Šetlandski ovčar
- Bradati collie
- Staroangleški ovčar
- Valižanski ovčar cardigan
- Valižanski ovčar pembroke
- Avstralski kelpie
- Avstralski govedar
- Avstralski ovčar
- Lancashirski priganjač
- Pumi
- Komondor
- Kuvasz
- SLovaški čuvač
- Mudi
- Hrvaški ovčar
- Appenzellski planšarski pes
- Bernski planšarski pes
- Entelbuški planšarski pes
- Šarplaninec
- Švicarski planšarski pes
- Katalonski ovčar
- Portugalski pastirski pes estrela
- Portugalski pastirski pes castro laboreiro
- Portugalski ovčar
- Beauceron
- Pikardijski ovčar
- Schapendoes
- Nizozemski ovčar
- Bergamski pastirski pes
- Maremsko-abruški ovčar
- Kraški ovčar
- Nemški bokser
- Šar pej
- Hovawart
- Leonbežan
- Landseer
- Bernardinec
- Novofundlandec
- Pirenejski ovčar
- Pirenejski planinski pes
- Poljski nižinski ovčar
- Podhalanski pastirski pes
- Srednjeazijski ovčar
- Kavkaški ovčar
- Anatolski ovčar
- Akbaš
- Aidi
- Južnoruski ovčar
- Novozelandski huntaway
- Severnoameriški ovčar
- Himalajski ovčar
- Ovčar shiloh
- Veliki šnavcer
- Srednji šnavcer
- Pritlikavi šnavcer

## Doge in obrambni psi
- Ca de bou
- Ca de bestiar
- Kanarska doga
- Portugalski čuvaj alentejo
- Briard
- Češkoslovaški volčjak
- Saarloosov volčjak
- Argentinska doga
- Brazilska fila
- Španska doga
- Neapeljski mastif
- Bulmastif
- Mastif
- Bordojska doga
- Nemška doga
- Rottweiler
- Tosa inu
- ibetski kyi apso
- Tibetski mastif
- Pirenejski mastif
- Napoletanski mastif
- Kanarski mastif
- Flandrijski govedar
- Švedski vallhund
- Cane corso
- Buldog alapaha blue blood
- Tajski grebenar

## Družni psi
- Angleški buldog
- Veliki koder
- Vrvnati koder
- Kodrasti bišon
- Maltežan
- Havanski bišon
- Bolonjec
- Čivava
- Coton de tulear
- Levček
- Lhasa apso
- Shi cu
- Kji leo
- Pekinžan
- Japonski španjel
- Španjel king charles
- Španjel cavalier king charles
- Tibetski španjel
- Kitajski goli pes
- Francoski buldog
- Mops
- Ameriški buldog
- Staroangleški buldog
- Kodri
- Dalmatinec
- Labradoodle
- Bišon yorki
- Kokerpu
- Bulbokser
- Danski kmečki pes
- Praški krysarik